# La Vierge à l'Enfant (Vroubel)
Pour les articles homonymes, voir La Vierge à l'Enfant.
La Vierge à l'Enfant ou Madone (en russe : Богоматерь с младенцем) est une icône peinte en 1884-1885 par Mikhaïl Vroubel pour une iconostase en marbre de l'église Saint-Cyrille à Kiev. Cette réalisation fait connaître Vroubel au grand public et lui servira de jalon durant toute sa carrière d'artiste et de décorateur. Malgré le fait que l'œuvre respecte tous les canons de l'iconographie orthodoxe de la Mère de Dieu, les critiques d'art célèbrent son expressivité et son caractère insolite,,. Les visages de la Vierge et du Christ enfant ont été réalisés par Vroubel avec pour modèles l'épouse et la fille cadette de l'historien d'art Adrian Prakhov.

## Description et iconographie
L'icône est réalisée sur des feuilles de zinc. Ses dimensions sont de 202 × 87 cm. Son iconographie est de type panakhranta, c'est-à-dire qu'elle représente la Mère de Dieu, assise sur un trône avec l'enfant Jésus sur ses genoux. Le trône symbolise la majesté de Marie. Ce type d'icône est apparu dans l'empire byzantin au XIe siècle-XIIe siècle.
Jésus enfant est assis sur les genoux de sa mère, de sa main droite il bénit et de la gauche il tient un rouleau conformément à l'iconographie du Christ pantocrator (tout-puissant). Selon l'iconographie orthodoxe de Jésus-Christ il est surmonté d'une nimbe et la croix est bien inscrite à l'intérieur de celle-ci.
Le centre de la composition est le Christ qui se tourne vers le spectateur de face et bénit de sa main droite par un geste de ses deux doigts. Sa mère est tournée de face également mais elle incline légèrement la tête. 
La Vierge est représentée dans une maforii rouge, symbole de la souffrance à venir et souvenir des origines royales. Sur le front et les épaules sont représentées trois étoiles, le signe de sa virginité perpétuelle, la sainte Vierge ayant conservé sa virginité avant et après la naissance de Jésus, selon les écritures. Ces trois étoiles sont aussi le symbole de la Trinité. Selon l'iconographie orthodoxe de la Mère de Dieu, sur de chaque côté de l'arc apparaissent les lettres grecques ΜΡ ΘΥ — l'abréviation de Mère de Dieu.

## Histoire de la création

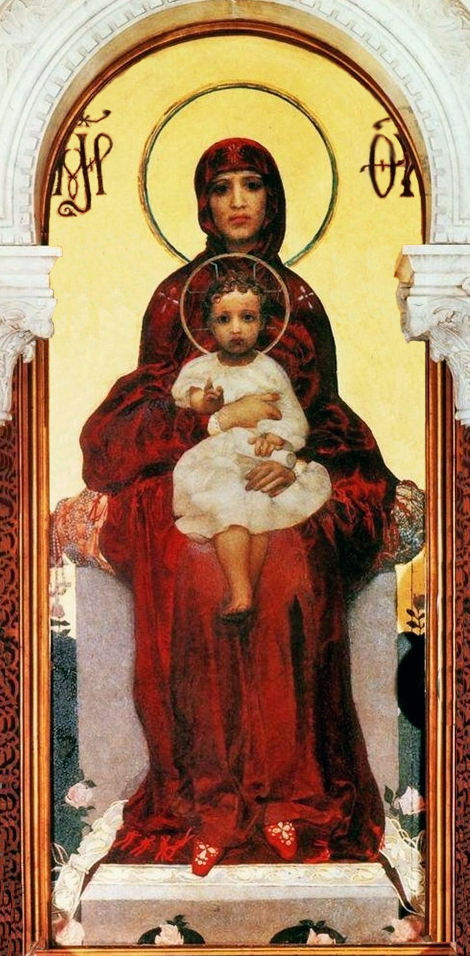
Mikhaïl Vroubel : icône.

### Choix de l'artiste
C'est l'historien d'art Adrian Prakhov, professeur à l'académie russe des beaux-arts, qui a orienté Vroubel, à l'époque jeune artiste inconnu du public, vers cette composition de la Vierge et l'Enfant,. C'est lui, Prakhov qui se voit confier la direction de la finition de la restauration de l'église Saint-Cyrille et de la construction de la cathédrale Saint-Vladimir. Prakhov supervise en même temps la restauration intérieure de l'église Saint-Cyrille à Kiev.
Prakhov s'acquitte de sa mission avec enthousiasme et professionnalisme. En 1881—1882, et encore en 1886—1887, il entreprend des voyages en Égypte, en Palestine, en Syrie, en Grèce, en Turquie d'Europe et en Italie pour étudier les traditions byzantines.
Dans ses mémoires, Prakhov écrit, qu'il craignait que pendant son absence, le comité chargé de la gestion des travaux sur le plan financier confie la réalisation de la peinture à un quelconque peintre religieux local. C'est pourquoi il décide de trouver à Saint-Pétersbourg un étudiant talentueux de l'Académie des beaux-arts qui pourrait réaliser ce qu'on lui demandait à Kiev, « sans aller au-delà de la stricte orthodoxie financière ». En automne, il se rend à Kiev pour donner une conférence chez son ami de longue date Pavel Tchistiakov.
Prakhov raconte à Tchsitiakov qu'il a trouvé des fresques à Kiev conservées dans l'église Saint-Cyrille et lui demande s'il ne peut pas lui recommander un étudiant qui serait d'accord d'aller sur place pour 1 200 roubles, avec son matériel, pour réaliser une iconostase à un étage, en style byzantin, sur des plaques de zinc. Quatre icônes y seraient représentées avec des contours de marbre. Lors de cette rencontre quelqu'un frappe à la porte de Tchistiakov :

« — Entrez ! — crie Tchistiakov.
La porte de l'atelier s'ouvre et entre alors un jeune homme élégant, maigre, de taille moyenne, avec dans les mains un grand dossier. Son visage n'est pas de type russe. Il est habillé avec soin, en uniforme d'étudiant, avec une épée que les étudiants hésitaient habituellement à porter bien qu'elle fisse partie de l'uniforme.   
— Et voilà — ton comptable peut s'en aller ! Voilà ton artiste ! Le meilleur, le plus talentueux et le plus apte pour ta commande ... je ne puis recommander personne d'autre… »

Prakhov n'a pas mis longtemps à persuader le jeune Vroubel, qui a 27 ans, et pour qui gagner 1 200 roubles était un gain énorme tandis que Prakhov restait dans le limites du budget fixé par ses comptables.

### Travaux préparatoires, esquisses

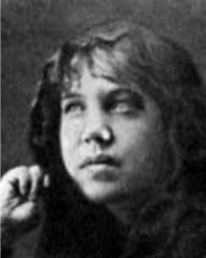
Émilia Prakhova, photo dans les années 1870

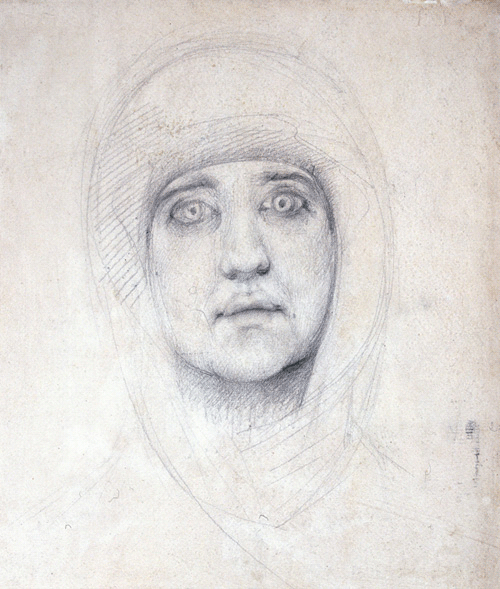
Vroubel, esquisse de Tête de femme, crayon noir, 1884

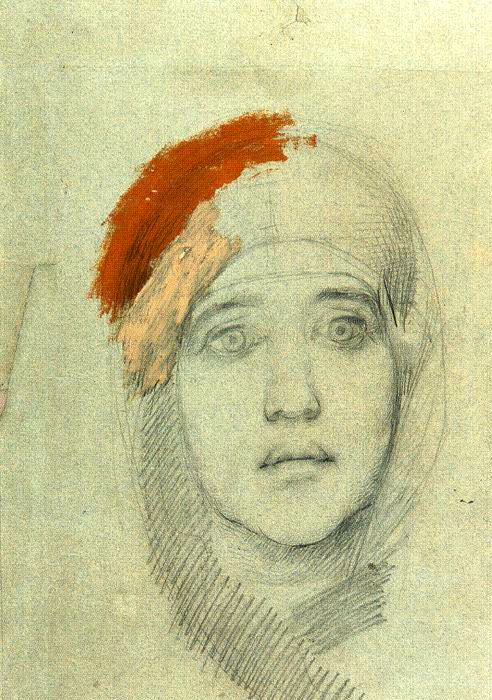
Vroubel; Émilia PrakhovaTête de femme, crayon noir, 1884.Galerie Tretiakov

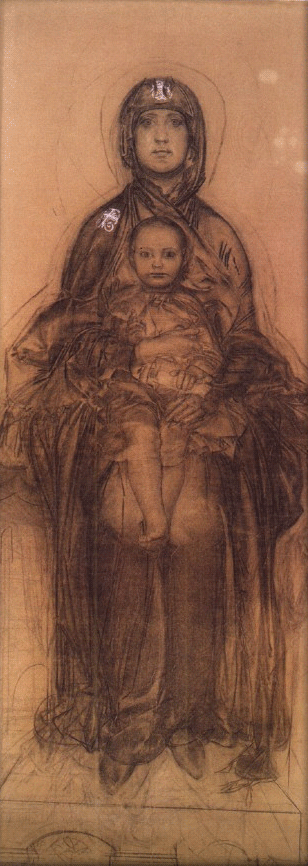
Vroubel, esquisse pour La Vierge à l'enfant, Mine de plomb et gouache sur papier contrecollé sur carton 36.5x26.5 cm, 1884. Galerie Tretiakov

En mai 1884, dans l'appartement de Prakhov à Kiev se présente un jeune homme mince, blond, timide, aux traits délicats,. Cet appartement est situé au croisement de la rue Jitomir (№ 6) et de la rue Vladimirskaïa (№ 11). De nombreux invités sont présents, des artistes que Prakhov attire pour réaliser les travaux à la Cathédrale Saint-Vladimir. La maîtresse des lieux est l'épouse de Prakhov, Émilia Prakhova, 32 ans, mère de trois enfants. Son visage sera choisi par Vroubel pour réaliser celui de l'icône de la Vierge à l'Enfant. Le petit Jésus sera réalisé avec comme modèle Olga, la fille cadette d'Émilia .
Avant de commencer le travail principal, c'est-à-dire les 4 icônes pour l'autel, Vroubel a réalisé les fresques de l'église Saint-Cyrille à Kiev et a préparé des croquis pour ses différents projets. 
Nikolaï Adrianovitch Prakhov, le fils aîné d'Adrian Prakhov, avait 11 ans à cette époque. Il se souvient que Vroubel, quand il quittait son appartement de Kiev pour aller à Saint-Cyrille avait l'habitude de passer à la datcha des Prakhov, où il prenait souvent un cahier pour peindre les filles, les dessiner ou réaliser une aquarelle d'un membre de la famille, le plus souvent Émilia Prakhova. Habituellement Vroubel ne terminait pas ses dessins. Les Prakhov conservaient et cachaient ses croquis, parce que sans quoi, Vroubel utilisait ses dessins précédents pour en réaliser de nouveaux superposés.
Plusieurs dessins préparatoires pour le visage de la Vierge ont ainsi pu être conservés.
Nikolaï Adrianovitch Prakhov se souvient aussi, que sa mère Émilia Prakhov, avait des yeux merveilleux de couleur bleue et des lèvres magnifiques. La famille a conservé des dessins au crayon noir présentant Émilia de profil. Mais pour la Vierge, Vroubel a dû utiliser le même dessin dans un autre plan. Selon le fils Prakhov c'est un troisième dessin, qui se trouve maintenant à la Galerie Tretiakov qui a servi pour réaliser l'icône de la Vierge. C'est celle où les cheveux portent une trace de peinture à l'huile, ocre clair à gauche. Quand il a ouvert sa boite de peinture pour colorier ce dessin, la maman a appelé tout le monde pour le déjeuner. Vroubel a rassemblé ses dessins et est parti. Mais celui portant la trace ocre a été subtilisé par une des sœurs qui l'a caché derrière une armoire. Vroubel ne s'en est pas aperçu.

### Travail à Venise

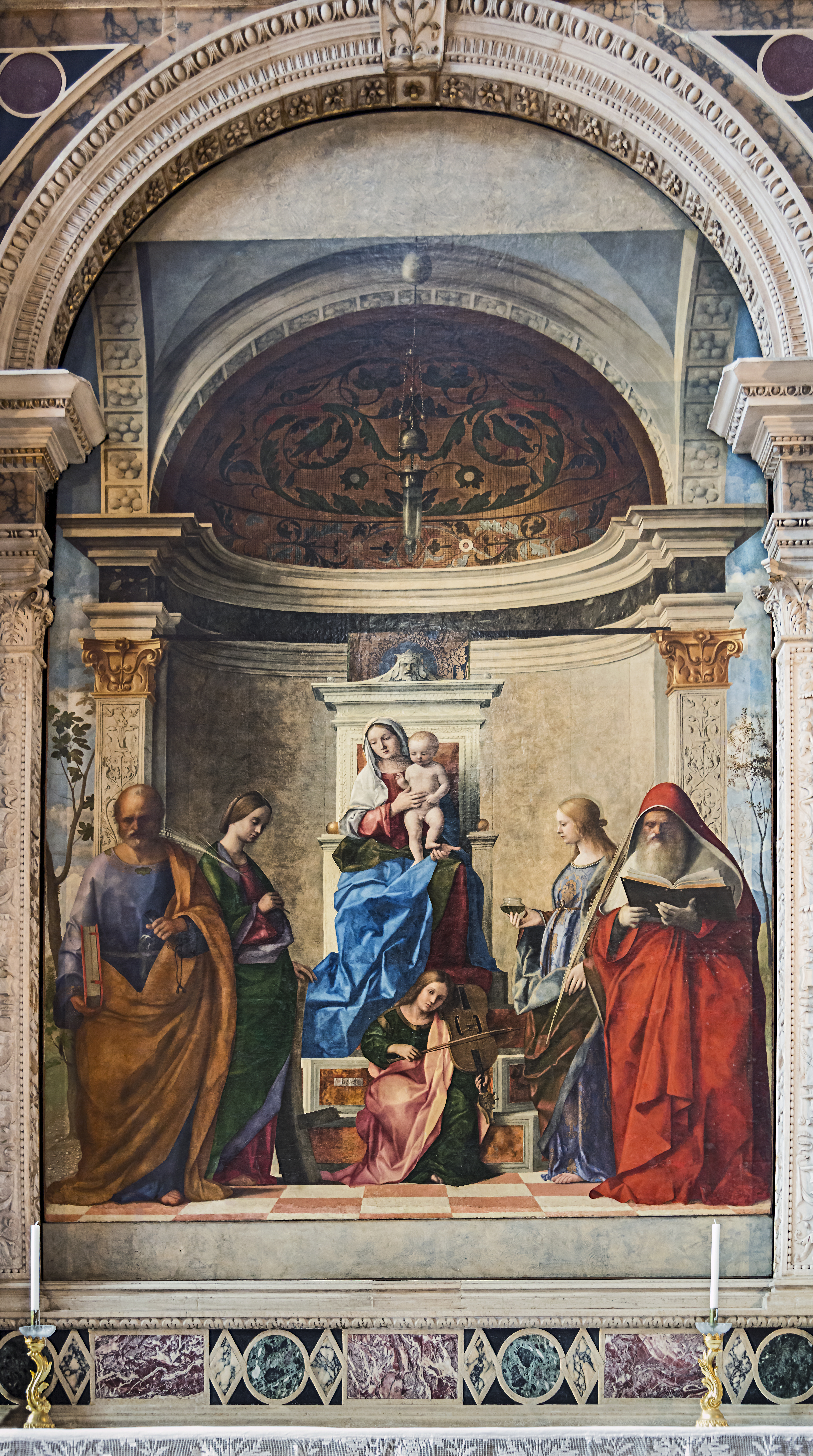
La Vierge et l'Enfant avec quatre saints, 1505.Giovanni Bellini, église San Zaccaria

C'est à Venise, où Vroubel s'est rendu en novembre 1884, que le projet d'icône de la Vierge s'est formé dans l'esprit de l'artiste. Craignant que la vie de dandy qu'il menait à Kiev et en Russie ne l'empêche de se concentrer sur un travail à responsabilité, Prakhov lui conseille d'aller passer l'hiver en Italie et d'y réaliser des peintures : « Allez d'abord à Ravenne, pour vous familiariser avec les mosaïques anciennes des églises : la basilique Saint-Vital de Ravenne, la basilique Saint-Apollinaire in Classe, la basilique Saint-Apollinaire-le-Neuf, puis ensuite visitez Venise. Le climat y est plus doux, l'hiver il y peu de touristes … Là vous verrez la basilique Saint-Marc avec ses mosaïques de différentes époques ; vous pouvez aussi aller en gondole, sur île de Torcello, voir l'Église Santa Maria Assunta de Venise qui est décorée de mosaïques du XIIe siècle qui sont bien conservées. Vous verrez aussi le Palais des Doges, et dans les musées les merveilleux coloristes vénitiens : Giovanni Bellini, Paul Véronèse, Titien, Le Tintoret et beaucoup d'autres » . Cette proposition plait à Vroubel qui part alors pour Venise en passant par Vienne.
À Venise, Vroubel loue un atelier avec une chambre dans la rue San Maurizio № 174, non loin de la Basilique Saint-Marc, et il commence à peindre sur des feuilles de zinc l'image de la Vierge. Sa belle-mère raconte dans une lettre à sa sœur Anniouta que Vroubel « s'est installé dans son appartement, avec une table et un domestique pour 125 francs par mois ». Elle signale que la chambre de l'appartement est très froide (7° degrés Celsius) et que Vroubel doit se vêtir de laine et garder sa casquette à l'intérieur.
Quand il achète des feuilles de zinc à Venise, il manque d'expérience et se retrouve avec des panneaux de mauvaise dimension. Il doit donc d'abord les retravailler. Puis la peinture glissait sur le zinc et ce n'était pas facile. Il demande conseil à Prakhov par courrier. Ce dernier lui conseille de consulter un professeur de chimie de l'université de Kiev, Sergueï Réformatski, qui lui-même lui conseille de couvrir le zinc d'une solution faible d'acide chlorhydrique, pour que la peinture tienne mieux. Cela réussit mais à ce moment il ne reste que trois icônes à réaliser.
Il prend un modèle italien pour réaliser l'icône.
Mykola Mourachko, qui a visité Venise écrit à propos de Vroubel, qu'il vivait au premier étage de l'ancien palazzo datant du XIVe siècle dans une chambre décorée de fresques, aux plafonds décorés de stucs, et que tout cela jouait sur l'imagination de Vroubel. Quand Mourachko le rencontre, Vroubel est occupé à peindre les quatre icônes destinées à l'Église Saint-Cyrille en même temps. Celle de Jésus et de la Vierge est pratiquement terminée et il commence celle de Cyrille. Celle d'Afanase est à peine commencée. 
Mourachko reconnaît dans l'image du visage de la Vierge une amie commune de Russie (Émilia Prakhova). La ressemblance est en effet frappante. Vroubel en réponse lui demande : « Mais vous l'avez connue ? » - « Oui, mais si seulement vous lui aviez donné une autre expression ; vous lui donnez une expression douce et paisible alors que ce sont des cris incontrôlables qu'il faudrait exprimer », répond Mourachko. Vroubel se lève alors derrière son modèle et dit : « Est-ce qu'elle crie ? Non, c'est vous qui ne la connaissez pas. Visiblement nous avons sur ce sujet des impressions différentes ».

### L'amour pour son modèle
Selon l'opinion,, de plusieurs de ses biographes, lorsque Vroubel travaille sur l'icône il est amoureux de quelqu'un. La plupart des chercheurs croient qu'il était amoureux d'Émilia Prakhova .
Selon la version de la famille Prakhov, le jeune Vroubel est tombé amoureux d'Émilia et a fait tout ce qu'il pouvait pour attirer son attention sur lui. Il semble qu'il a existé une correspondance entre Vroubel et Émilia, mais que, à la demande de sa maman, la fille cadette d'Émilia, Olga, détruisit les lettres de Vroubel après la mort de sa mère ,,,. Peut-être cet amour de Vroubel est-il la raison du refus d'Adrian Prakhov d'octroyer des contrats à Vroubel pour la peinture de la Cathédrale Saint-Vladimir (Kiev). Il faut remarquer que dans les témoignages des contemporains il n'y a pas une seule mention de la passion de Vroubel pour Émilia Prakhova.
L'origine des présomptions des biographes se trouve dans les citations de Vroubel dans ses lettres à sa sœur Anna :

« Une personne merveilleuse (ah, Anna, comme les gens sont !) m'a dit : « Vous pensez trop à vous-même ; cela vous empêche de vivre, et afflige ceux que vous pensez aimer, mais en réalité vous obscurcissez tout dans des poses théâtrales diverses »… Non, c'est trop facile et c'est comme si on dit : « L'amour doit être actif et altruiste ». Tout cela est simple, mais pour moi cela semblait nouveau. En un an et demi j'ai fait beaucoup de choses insignifiante et sans valeur et je vois avec amertume comme il est nécessaire de travailler sur soi-même… Ton frère Micha. »

« Chère Anna, je t'écris rarement. (…) En un mot, j'attends la fin de mon travail pour pouvoir revenir(..)Pourquoi je veux surtout revenir. C'est une affaire d'état d'âme et quand je te verrai en été je t'expliquerai. Et puis avec toi, j'y ai fait allusion alors qu'aux autres je ne l'ai pas fait (…) Ton frère bien-aimé Micha. »

Constantin Korovine se souvient, qu'un jour durant un été chaud il est allé nager avec Vroubel dans un grand étang dans un jardin. « Que sont ces grandes lignes blanches comme des cicatrices que vous avez sur la poitrine ? » — demande Korovine. Vrouble répond : « Oui ce sont des cicatrices. Je me suis coupé avec un couteau ». Vrouble va se baigner et Korovine le suit et continue la conversation : « C'est agréable de nager l'été, la vie est belle, mais dites-moi Mikhaïl Alexandrovitch, pourquoi vous coupez-vous avec un couteau, cela doit faire mal. C'est une opération ou quoi ? » Korovine regarde de plus près et vois de nombreuses bandes de cicatrices blanches. « Vous comprenez, répond Vroubel. C'est que j'ai aimé une femme, elle ne m'aimait pas, même si elle m'a aimé, beaucoup de choses ont empêché qu'elle me comprenne. J'ai souffert de ne pouvoir lui expliquer ce qui empêchait. J'ai souffert, mais quand je me suis coupé la souffrance a diminué ».
Vroubel écrit une lettre de Vienne à Émilia Prakhova, dont les dessins qui l'accompagnait pour illustrer ses propos ont été conservés. Au verso d'une de ces parties de lettres on trouve un bâtiment du condottiere Bartolomeo Colleoni…».
Il existe une version différente des amours de Vroubel, dans laquelle il n'est pas amoureux d'Émilia Prakhova mais d'une certaine Martsella Sokolovska, dont il aurait eu un fils hors mariage du nom de Jean. Mais il n'existe pas de preuve de l'existence de cette relation entre mai et novembre 1884.

## Appréciations et critiques
Les historiens d'art, les critiques et les artistes sont unanimes à reconnaître le succès de l'icône de la Mère de Dieu, mais aussi des autres fresques réalisées dans l'église Saint-Cyrille. Le collectionneur bien connu, Pavel Tretiakov, fait l'éloge de cette réalisation de Vroubel, et vient spécialement à Kiev pour la voir, tout en regrettant qu'il ne puisse l'acquérir pour sa collection.
Le peintre russe Mikhaïl Nesterov, qui a été sollicité par Adrian Prakhov pour les peintures de la cathédrale Saint-Vladimir de Kiev relevait le caractère exceptionnel de cette icône qui à la fois suivait la tradition byzantine tout en conservant l'originalité propre à Vroubel : «…de cette icône ressort quelque chose qui peut enflammer les yeux. Elle est vraiment originale, pleine de charme, c'est une merveilleuse et puissante harmonie de lignes et de couleurs… Dans l'image de la Vierge (qui n'est pas si jeune) on sent une tension extrême, voisine peut-être de l’exaltation».
Le critique d'art et galeriste Sergueï Makovski considère que les œuvres du début de la carrière de Vroubel à l'église Saint-Cyrille sont parmi ses plus grandes réalisations, et souligne qu'elles sont aussi profondément nationales. Il rejette ceux qui l'accusent de ne pas être russe (mais polonais) et de représenter l'esthétisme cosmopolite. En même temps il observe que du point de vue strictement religieux et de l'orthodoxie est sans doute loin d'être parfait et qu'il est souvent plus proche de son éternel compagnon Le Démon».
La sœur de Mikhaïl, Anna Vroubel, livre également ses sentiments dans sa correspondance à propos de cette icône. Pour une première expérience elle trouve le travail colossal et indépendant. C'est pour elle un travail remarquable. Elle avoue toutefois qu'elle s'attendait à mieux. Dans le visage de la Mère de Dieu elle trouve peu de sainteté. On croirait l'Enfant Jésus bien vivant mais moins que ce qu'elle attendait. Il est vrai que sa critique date d'avant l'insertion des icônes dans l'iconostase. Quand elles le seront, il est probable, écrit-elle, qu'elles seront impressionnantes (lettre de Anna Vroubel du 11 septembre 1886). 

## Travaux de restauration et risques inhérents

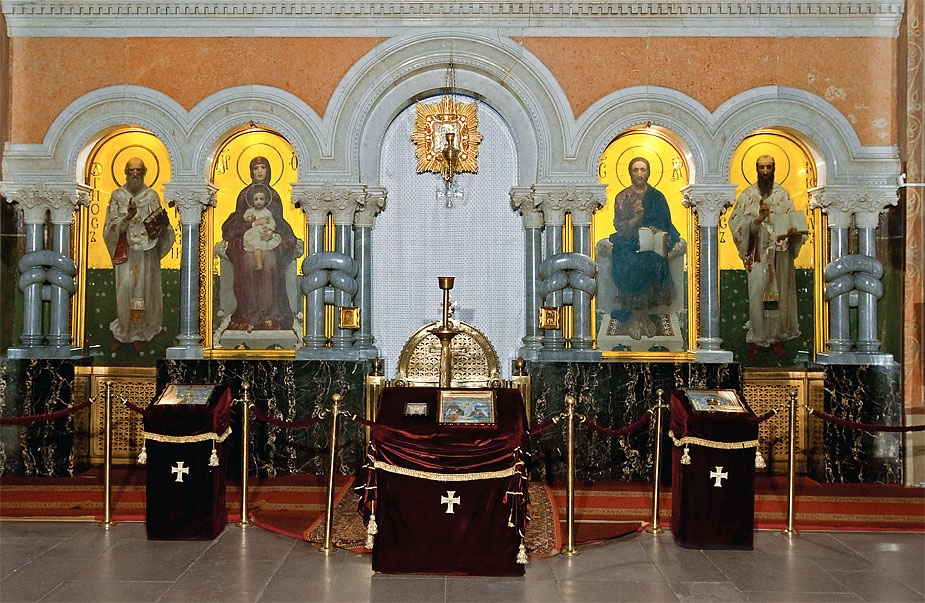
Premier rang inférieur de l'iconostase : Saint Cyrille, La Vierge, Jésus-Christ, Saint Afanase, quatre icônes de Mikhaïl Vroubel.

Des quatre icônes de l'église Saint-Cyrille, celle qui pose le plus de problèmes est celle de la Vierge et l'Enfant. À Venise, Vroubel a composé celle-là en premier lieu et ne savait pas encore que la surface de la feuille de zinc devait être préparée de manière particulière. C'est une erreur qu'il ne répéta pas pour les trois autres. Par ailleurs, l'icône de la Vierge n'est pas faite sur une feuille unique mais sur deux parties assemblées. Le 27 juin 1929, une commission composée des professeurs F. Schmit, V. Zoumer, F Erinst, et encore de K. Mochtchenko, V Basilievitch, et A. Alexandrov procède à un examen approfondi de l'icône de la Vierge et l'Enfant. La commission décide ensuite de commencer la restauration à la Laure des Grottes de Kiev dans les ateliers de K. Krjemanski et note la nécessité de procéder à des examens chimiques et physiques au moyen de produits de fixation photographiques pour trouver les raisons de la pelade de la peinture de l'icône. L'analyse chimique a été dirigée par le professeur de l'institut Polytechnique. En plus des membres de la commission, le directeur du Musée russe, Piotr Neradovski, est également présent lors des expertises. Le 4 septembre 1929, en présence des membres de la commission, l'image de l'icône a été retirée du cadre de l'iconostase et déplacée vers le centre de l'autel pour réaliser la restauration. Plus tard, à cause de la température trop froide, l'icône a été transférée à l'atelier de la laure.
Après l'indépendance de l'Ukraine en 1991, une résolution № 83 a été prise par les autorités qui établissait la liste des monuments qui ne retourneraient pas dans le patrimoine de l'Église orthodoxe. L'église Saint-Cyrille de Kiev est reprise dans cette liste. Mais en 2002, cette résolution est annulée et l'église est alors transférée au patrimoine de l'Église orthodoxe d'Ukraine.
De l'avis des travailleurs des musées et des restaurateurs, l'utilisation des bâtiments de l'église Saint-Cyrille pour l'usage auquel elle est destinée conduit à l'endommagement et à la destruction des fresques et de l'iconostase. La suie des cierges tombe sur la surface des icônes et des fresques, le maintien de l'humidité optimale est presque impossible à obtenir du fait de la chaleur dégagée par les cierges, et quand ont lieu des fêtes dans les lieux, les fidèles touchent et détériorent les peintures murales ne fut-ce qu'en s'appuyant sur les murs.